# 東方基督教
東方基督教（英語：Eastern Christianity）是發展於東歐、西亞（小亞細亞）、東北非以及南印度的基督教宗派或教會之統稱，共同源自初期教會的傳統，擁有數世紀的傳承，與西歐所發展出的西方基督教呈現特殊的對比。但這種稱謂並不意味著孤立的宗教團體和宗教傳統。實際上，部份「東方」基督教派在歷史上和神學思想上反而更接近於「西方」基督教派，而非同為「東方」的其他教派。
在這裡，「東方」與「西方」的稱謂源於東方的希臘文化與西方的拉丁文化的分離，更與羅馬帝國分裂為衰弱的西羅馬和強盛的東羅馬直接相關。在東方，希臘正教會成為最為強大的教會。

## 教會支系
| 基督教主要的支派 恢復運動 重浸宗 聖公宗 歸正宗 信義宗 （拉丁禮） 天主教會 （東方禮） 東正教會 東方正統教會 東方亞述教會 東方古教會 東方教會 早期教會 新教 西方基督教 東方基督教 以弗所會議（431年） 迦克墩會議（451年） 東西大分裂 （11世紀） 宗教改革 （16世紀） （復合） |

東方基督教各支系之間並無共同的宗教傳統，但有共同的文化傳統。在東方，由於基督論和基本神學上的爭端，基督教在其發展的最初幾個世紀即已在羅馬帝國內外分裂，這一分裂同時也與不同國家間的分隔（例如羅馬和波斯）相關。在此後漫長的歲月中，西方基督教會最終與這種文化傳統徹底割裂開。今天的東方基督教主要分為以下四個分支/支系，每個分支/支系都具有其獨特的神學理論和信條。
- 東正教會
- 東方正統教會
- 東方亞述教會
- 東儀天主教會

在很多東方教會中，教區的神父為洗禮後的嬰兒行傅油禮，且已婚的神父也可以晉鐸。雖然所有的東儀天主教會都服從教宗的權威，但其中的一些教會曾經是東正教會或者東方正統教會的一部分，因此保存已婚的神父可以晉鐸的傳統。
與西方基督教相比較，東方教會在語言、文化、政治、神學領域都有很多區別。對於非東儀天主教會而言，這一分裂的確切時間已不可考（參見東西教會大分裂）。西元424年，東方亞述教會在其自行召開的公會議上宣佈從羅馬帝國的教會獨立，因此未參加431年的以弗所公會議。東方正統教會則在451年的迦克墩公會議之後分裂出來。
在史學家愛德華·吉本的年代，天主教會（羅馬公教會）和東正教會分裂的年代被確定在1054年，但實際情況更為複雜。這一分裂在當時稱為「大分裂」，而現在則更常稱為「東西教會大分裂」。這一最終的分裂反映了中世紀的歐洲和西南亞在文化和政治上的巨大割裂，而同一時期的西歐，西羅馬帝國的崩潰正在重演。

## 东正教會
東正教徒主要分布在俄羅斯、希臘、東歐其他國家和中東（西亞）地區，同時，在西方世界中的影響力也與日俱增。大多數東正教徒接受前七次大公會議的決議。
東正教會認為自己是基督教會的本源（見早期的基督教中心），是耶穌和宗徒建立的教會，沿襲了自宗徒那裡傳承的早期教會的傳統，無論在神學理論上還是實踐上都未加以改變。正教傳承了七大聖禮——包括聖餐禮，強調對可以追溯至宗徒的傳統的繼承。
東正教的組織形式比較獨特，由一些自治的地方教會組成，這些地方教會是基於國家、民族或語言的分隔而建立的。東正教會由15或16個國家的自主教會組成，比自主教會低一級的是自治教會，它們由自主教會管轄。
東正教包括以下教會：
自主教會：
1. 君士坦丁堡普世牧首区
2. 亞歷山卓暨全非洲希臘正教牧首區
3. 安条克暨全东方希腊正教牧首区
4. 耶路撒冷希臘正教牧首區
5. 俄罗斯正教会（建于1589年）
6. 格鲁吉亚正教会（建于466年）
7. 塞尔维亚正教会（建于1219年）
8. 罗马尼亚正教会（建于1925年）
9. 保加利亚正教会（建于927年）
10. 賽普勒斯教會（建于434年）
11. 希臘教會（建于1850年）
12. 阿尔巴尼亚正教会（建于1937年）
13. 波兰正教会（建于1924年）
14. 捷克和斯洛伐克正教会（建于1951年）
15. 美洲正教會（建于1972年，受俄罗斯正教会承认，君士坦丁堡普世牧首拒絕承認）
16. 烏克蘭正教會（建于2018年，受君士坦丁堡普世牧首承认，莫斯科牧首拒絕承認）[1]
17. 马其顿正教会（2022年正式受到包括希腊正教，保加利亚正教会，以及塞尔维亚正教会在内的东正教会普遍承认）

自治教會：
- 芬蘭正教會
- 愛沙尼亞使徒正教會
- 西歐俄羅斯正教總教區（英语：Archdiocese of Russian Orthodox churches in Western Europe）†
- 安條克正統基督教北美洲總教區（英语：Antiochian Orthodox Christian Archdiocese of North America）
- 西奈山正教會
- 白俄羅斯正教會（英语：Belarusian Orthodox Church）
- 拉脫維亞正教會（英语：Latvian Orthodox Church）
- 莫斯科宗主教聖統烏克蘭正教會†（宗俄）
- 摩爾多瓦正教會
- 日本正教會†
- 中华东正教会†
- 俄罗斯正教会域外教会†
- 正統奧赫里德總教區（英语：Orthodox Ohrid Archbishopric）
- 比薩拉比亞都主教區
- 羅馬尼亞正教會美洲都主教區（英语：Romanian Orthodox Metropolia of the Americas）

†：自治狀態沒有被普遍承認。
下列教會在信仰上也屬於正教，但未與上述正教會取得共融：
- 土耳其正教自主牧首區（英语：Autocephalous Turkish Orthodox Patriarchate）
- 蒙特內哥羅正教會（英语：Montenegrin Orthodox Church）

絕大多數東正教會之間都是共融的，但並不如天主教會那般通過自上而下的聖統制緊密聯繫。需要注意的是，天主教會和東正教會之間也曾經是共融的，但在東西教會大分裂之後，這種共融已不復存在。據估計全世界大約有2.4億東正教徒。今天，很多教徒避免使用「東」這一可能限制其普適性的詞語，將「東正教」簡稱為「正教」。

## 東方正統教會
東方正統教會是指那些保持了基督教分裂之前的前三次公會議——第一次尼西亞公會議（325年）、第一次君士坦丁堡公會議（381年）和以弗所公會議（431年）信條，並且拒絕迦克墩公會議所確立的信條的教派，因此又有「舊東部派」之稱。
由於抵制迦克墩大公會議，拜佔庭帝國限制東方正統教會只能在埃及和敘利亞傳播。在上述地區，至今也設立有東方正統教會的宗主教。但自教會大分裂以來，埃及和敘利亞之間的對立已經逐漸消失。
東方正統教會包括下列自主教會，彼此之間完全共融：
- 全亚美尼亚人亚美尼亚宗徒教会（Armenian Apostolic Church of All Armenians）
  - 西利西亚亚美尼亚宗徒教会（Armenian Apostolic Church of Cilicia）
  - 君士坦丁堡亚美尼亚宗徒教会（Armenian Apostolic Church of Constantinople）
  - 耶路撒冷亚美尼亚宗徒教会（Armenian Apostolic Church of Jerusalem）
- 亚历山大科普特正教会（Coptic Orthodox Church of Alexandria）
  - 不列颠正教会（British Orthodox Church）：在联合王国
  - 法国科普特正教会（French Coptic Orthodox Church）：在法国
- 埃塞俄比亚正统合性教会（Ethiopian Orthodox Tewahedo Church）
- 厄立特里亚正统合性教会（Eritrean Orthodox Tewahedo Church）
- 安提阿叙利亚正教会（Syriac Orthodox Church of Antioch）（也称为Syrian Orthodox Church of Antioch)
  - 玛兰卡雅各叙利亚正教会（Malankara Jacobite Syriac Orthodox Church）
- 印度（玛兰卡）正统叙利亚教会（Indian (Malankara) Orthodox Syrian Church）

## 東方教會
歷史上，東方教會是東方基督教分布最廣的支系，從其核心地帶——波斯統治下的美索不達米亞——一直傳播到地中海沿岸、印度和中國。東方教會宣稱其始於薩珊帝國的教會，於424年由於接受了聶斯托里學說而獨立於其他教會之外。該學說是由428-431年間擔任君士坦丁堡牧首的聶斯托里創立的，被羅馬帝國宣佈為異端，因此，在西方這一教派以「聶斯托里派」而聞名。在波斯時代的宗教迫害之後，東方教會在哈里發時代得以繁榮，建立了遍布亞洲的教區。
在蒙古帝國的擴張式發展之後，東方教會在14世紀陷入衰敗，最終被限制在在其核心地帶——現在的伊拉克、敘利亞東北部、土耳其東南部、伊朗西北部和印度馬拉巴爾海岸。16世紀，不同王朝之間的爭鬥使東方教會陷入分裂，形成了兩個相互競爭的教派。兩個現代的教派在分裂中逐漸形成，一個是與天主教會共融而形成東儀天主教會一支的加色丁禮天主教會，一個是東方亞述教會——這兩個教派的信徒基本都是亞述人。東方古代教會後來在1968年自東方亞述教會中分裂出來。加色丁禮天主教會約有628,405位信徒（2017年），東方亞述教會約有323,300位信徒，東方古代教會約有10,000位信徒。在印度，當地的東方教會被稱為聖多馬教會，在葡萄牙殖民者的影響下也陷入分裂。

### 東方亞述教會
東方亞述教會源自歷史上的東方教會。東方教會自其核心地帶——美索不達米亞和敘利亞（當時為波斯帝國的一部分）廣泛傳播到亞洲各地，於16世紀分裂為現代的加色丁禮天主教會和東方亞述教會，前者與天主教會完全共融，成為東儀天主教會的一支。
東方教會是基於聶斯托里學說而建立的。該學說是由428-431年間擔任君士坦丁堡牧首的聶斯托利創立的，強調耶穌的人性與神性的區分。聶斯托里及其學說在431年的以弗所公會議上被宣佈為異端，從基督教會中分裂出去，其追隨者來到波斯並在當地建立了基督教會。這一流派的神學逐漸發展，並以聶斯托里派聞名於西方。聶斯托里教派僅僅接受前兩次大公會議，即第一次尼西亞公會議和第一次君士坦丁堡公會議所確立的信條，這一點與其他東方基督教派截然不同。
東方教會很快從波斯傳播到亞洲各地——6世紀傳播到印度和蒙古地區，7世紀傳播到中國（中國稱景教），在14世紀之前得以很大發展，但在蒙古帝國和帖木兒帝國的擴張中幾乎被摧毀，到16世紀，教派僅被限制在伊拉克、敘利亞東北部、土耳其東南部、伊朗西北部和印度馬拉巴爾海岸（喀拉拉）。15世紀時，教派分裂為加色丁禮天主教會和東方亞述教會，前者是東儀天主教會的一部分。東方亞述教會的分裂則一直持續到20世紀。

## 東儀天主教會
23個東儀天主教會都與梵蒂岡教廷共融，但都保留了東方基督教的神學理論和禮拜儀式。大部分東儀天主教會都和上述東方基督教的支系在民族上和禮拜儀式上有密切關係。和其他東方基督教派一樣，已婚的神甫也可以晉鐸，而且神甫為洗禮後嬰兒行傅油禮，受洗後的孩子可以領受聖餐。在印度喀拉拉邦，部分東敘利亞禮基督徒投向了西敘利亞禮教派，成為東方教會的信徒（一些印度東方正統教會在1930年與天主教會共融，成為敘利亞-瑪蘭卡禮天主教會）。馬龍尼禮教會（常常被錯誤地稱為「合併教派」）也宣稱從未從羅馬教廷分裂過。意大利-阿爾巴尼亞禮天主教會也一直和羅馬教廷保持共融，但其禮拜儀式與東正教會相似。

### 抑止合併
在1993年6月黎巴嫩巴拉曼召開的對話會議上，天主教會與東方正統教會神學對話國際委員會指出：「與羅馬教廷的共融和合併導致了東儀天主教會與東方教會母體之間的撕裂......影響了教會之外的利益」，「合併教會」一詞「既不可被接受為一種可以追求的方法被接受，也不可被接受為一種團結的典範被接受」（第12章）。
同時，該委員會認為：
- 3) 對於東儀天主教會而言，其作為天主教會的一員，有權為了其屬靈的需要而保持其信條。
- 16) 那些渴求與羅馬教廷實現完全共融並保持這一堅定信念的東方天主教會擁有維繫這種共融的權利和義務。
- 22) 在天主教會的牧養活動中，無論是拉丁禮還是東方禮都不再回避對方，也就是說不再要求東方禮信徒改宗拉丁禮。在保持其屬靈的信條方面，不再尋求在正統教會的領域內擴張。因此，不再會有不信任和猜疑，不同主教可以針對不同牧養事業展開合作，教會的活動將得以長足發展。

## 聖多馬教會
聖多馬教會是分布在印度東南部的古老基督教分支，是1世紀在印度傳播福音的宗徒多馬建立的教會。5世紀時，聖多馬教會成為東方教會的一部分，直到17世紀中期葡萄牙人抵達印度。此後，教會一直陷入分裂至今。

## 天主教-東正教泛基督教主義
始於天主教會教宗保祿六世和東正教會君士坦丁堡普世牧首雅典那哥拉一世會晤所提倡的「泛基督教對話」開啓了人們期盼了近千年的基督教合一。二者在耶路撒冷會晤時，撤銷了最初羅馬教宗和君士坦丁堡普世牧首給予對方的絕罰。最近一次天主教會教宗本篤十六世和東正教會君士坦丁堡普世牧首巴多羅買一世在會晤後發佈了共同聲明，宣告「我們感謝一切是好的，讓我們再一次，在祈禱和對話，以表達喜悅，我們親如兄弟的感覺，並重申我們的承諾，邁向完全共融。」

## 分離運動
在上述四個主流分支之外，還存在其他較小的教派，例如「抗議派」——其名稱始於其在發源地掀起的與統治者對抗的傳統，但一般為不屬於信義宗——因為他們缺乏與宗教改革相關的歷史傳統，也與信義宗的神學理論關係甚少。這些教派大多屬於東正教會的「舊教信仰」運動，興起於俄羅斯東正教會的分裂，甚或從屬於更為激進的「屬靈基督教」運動——後者包括形形色色的「低教會」集團，例如主張以《聖經》為中心的Mologan教派、主張無政府主義的Doukhobor教派以及進行自殘的Skoptsy教派。除了少數俄羅斯舊東正教徒與俄羅斯海外東正教會在禮儀上共融之外，這些教派與上述主流的東方基督教教派之間均無共融。
在一些國家，分離運動體現為謀求建立其國教會——例如，從屬於塞爾維亞正教會轄區的馬其頓正教會和黑山正教會。馬其頓的情況需要特別注意：在該國，由於建立自主的馬其頓東正教會的強大力量，塞爾維亞東正教會的影響力很小。絕大多數馬其頓東正教徒認為塞爾維亞東正教會在歷史上是其民族歷史、民族利益和民族自決方面的敵人。

## 移民趨勢
20世紀，東方基督教信徒出現了由近東向西方移民的趨勢。一千年前的土耳其、伊拉克、敘利亞、伊朗、黎巴嫩、約旦、巴勒斯坦、埃及，基督徒都曾在居民人口中佔主體地位。直到1914年，奧斯曼帝國的居民中還有25%的基督徒。然而在21世紀初，這些地區僅有總計6-7%的居民為基督徒：在土耳其不到1%，在伊拉克為3%，在敘利亞為12%，在黎巴嫩為39% ，在約旦為6%，在以色列和巴勒斯坦為2.5%，在埃及為15–20%。造成這種大規模遷徙的主要原因是在上述地區伊斯蘭教社團對基督教社團所進行的安全攻擊、肆意掠奪、宗教迫害和政治歧視。

## 禮儀
上述東方基督教會採用下列一種或數種禮儀：
- 拜占庭禮
- 亞歷山大禮
- 亞美尼亞禮

## 擴展閱讀
- （英文） Angold, Michael (编). . Volume 5, Eastern Christianity. Cambridge University Press. 2006. ISBN 978-0-521-81113-2.
- （德文） Julius Assfalg (ed.), Kleines Wörterbuch des christlichen Orients, Wiesbaden 1975
- 理察·哈里斯、亨利·梅爾－哈亭（晴天 譯；台灣：啟示出版社，2006年）：《基督宗教簡明史》第四章，pp. 91－124